# Ctenosaura oaxacana
Ctenosaura oaxacana є видом ящірок родини ігуанових. Це ендемік Мексики (штат Оахака). Його природне місце проживання — субтропічні чи тропічні сухі ліси. Йому загрожує втрата середовища проживання.